# André Amellér
André Amellér (Arnaville, Meurthe y Mosela, 2 de enero de 1912 - 14 de mayo de 1990) fue un compositor y director de orquesta francés.
Formó parte de la escuela francesa del siglo XX, que contaba con numerosos compositores reconocidos. Estudió en el Conservatorio de París, donde entre los 22 y los 34 años, obtuvo los títulos de contrabajo, dirección de orquesta, armonía, fuga, contrapunto, composición musical, e historia de la música.
Fue contrabajo de la Ópera Nacional de París entre 1937 y 1953, excepto durante el periodo de guerra, que estuvo prisionero en Alemania. Posteriormente, entre 1953 y 1981, dirigió el Conservatorio nacional de región de Dijon.
Cuenta con más de 400 composiciones.

## Obras principales
Óperas
- La lance de Fingal (1957)
- Cyrnos (1951-1960)

Música sinfónica
- Annapurna (1952)
- Danse de Séléné (1955)
- À quoi rêvent les jeunes filles (ouverture, 1957)
- Hétérodoxes (1970)
- Dentelles et Broderies valencianes (1973)

Música instrumental
- Concierto para violonchelo y orquetsa (1947)
- Juegos de mesa para saxofón alto y piano (1954)
- Suite florentina para violonchelo (1984)
- Fantasía para dos guitarras y orquesta (1986)

Orquesta
- Airs hétérogène (1966)
- Crescendo pour grande formation d'harmonie (1974)
- Les Camisards (poema sinfónico, 1975)